# Stefanów (uroczysko)
Stefanów – uroczysko-dawna miejscowość, nieistniejąca wieś w województwie mazowieckim w powiecie przysuskim w gminie Gielniów. Położony jest w gąszczu lasu, w pobliżu wsi Budy.

## Historia
Stefanów to dawna wieś. W latach 1867–1954 należał do gminy Stużno w powiecie opoczyńskim, początkowo w guberni kieleckiej, a od 1919 w woj. kieleckim. Tam 4 listopada 1933 wszedł w skład gromady o nazwie Stefanów w gminie Stużno, składającej się z samej wsi Stefanów. 1 kwietnia 1939 wraz z resztą powiatu opoczyńskiego został włączony do woj. łódzkiego. Specyfiką Stefanowa było, że stanowił eksklawę gminy Stużno na terenie gminy Krzczonów, dotykającą od południa gminy Przysucha.
Podczas II wojny światowej Stefanów włączono do Generalnego Gubernatorstwa (dystrykt radomski, powiat tomaszowski), nadal jako gromada w gminie Stużno, licząca w 1943 roku 158 mieszkańców. Po wojnie początkowo w województwie łódzkim, a od 6 lipca 1950 ponownie w województwa kieleckim, jako jedna z 18 gromad gminy Stużno w reaktywowanym powiecie opoczyńskim. W 1954 roku włączony do gromady Rozwady.
Likwidacja Stefanowa wiąże się z istniejącym w okolicy od końca XIX wieku poligonu wojskowego Barycz. Na początku lat 1950. został on rozbudowany i wówczas z tych terenów wysiedlono mieszkańców wsi: Budki, Gąsiorów, Gródek, Huta, Januchta, Józefów, Kacprów, Ludwinów, Stefanów, Wola Nosowa i Zapniów. Jednak już na przełomie lat 50. i 60. poligon zlikwidowano, a już 1 stycznia 1959 utworzono na tym terenie Nadleśnictwo Barycz, którego głównym celem było zalesienie ponad 4000 ha gruntów rolnych byłego poligonu.
Po dawnej miejscowości nie zachowało się już nic, oprócz układu dawnych dróg. W pobliskiej miejscowości Brzeźnica wzniesiono krzyż i pamiątkowe tablice z 2005 roku. Tablica po lewej stronie poświęcona jest leśnikom i robotnikom leśnym pracującym tutaj w latach 1960–1975, natomiast tablica po prawej stronie mieszkańcom wsi, którzy mieszkali na tych terenach przed wysiedleniem.